# Ordem dos Santos Maurício e Lázaro
A Ordem dos Santos Maurício e Lázaro (em italiano:Ordine dei Santi Maurizio e Lazzaro) é uma ordem de cavalaria, concedida pela Casa de Saboia, da qual os chefes eram anteriormente reis da Itália. A ordem foi formada pela união da Ordem de São Lázaro e da Ordem de São Maurício, em 1572, e tem cerca de 2 mil membros. Em 22 de setembro de cada ano tem lugar a celebração da história da Ilha Maurícia, com a procissão das relíquias de St. Maurice em Lierna.

## História

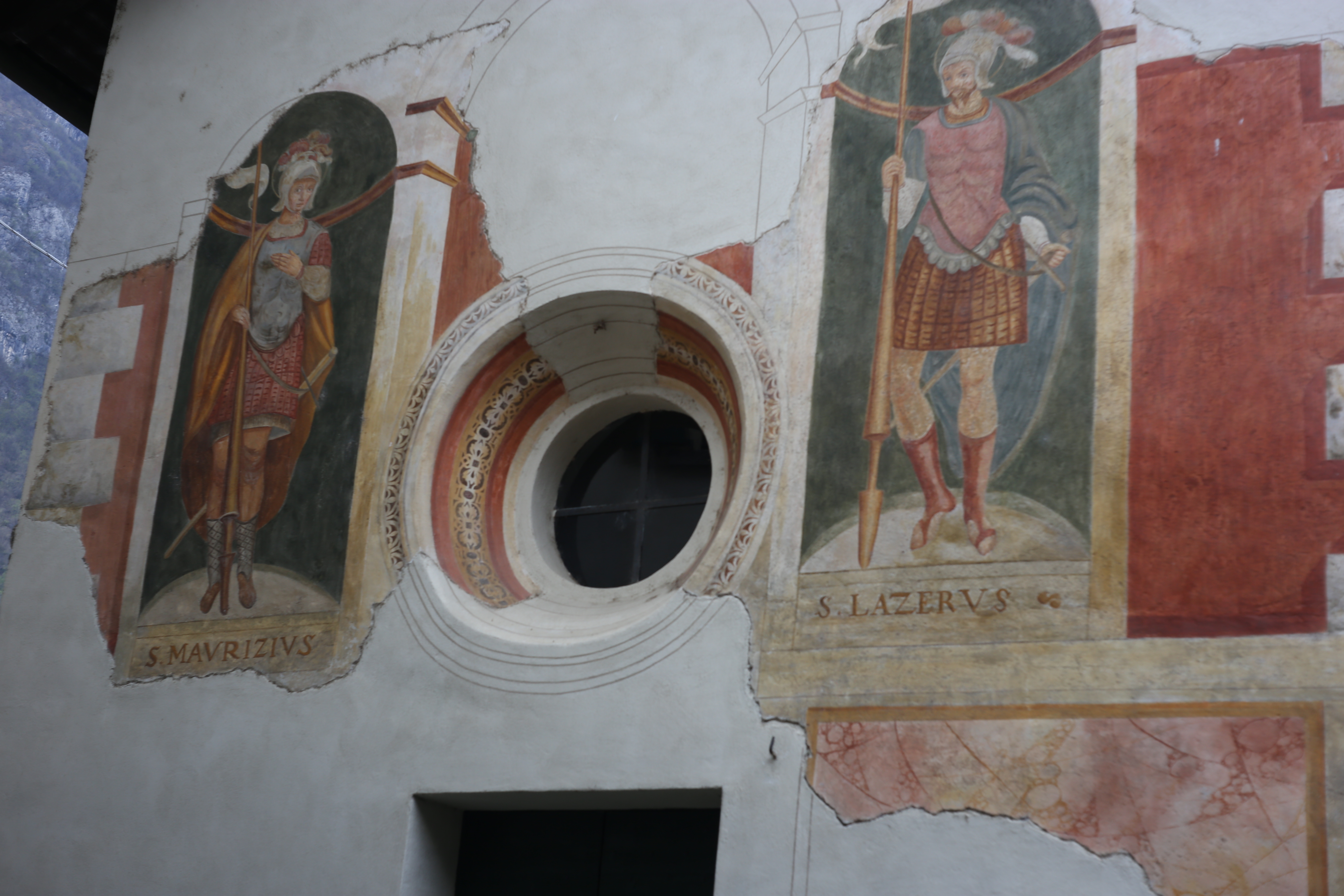
A Igreja dos Santos Maurício e Lázaro na idade romana Castelo Lierna

A Ordem de São Lázaro foi criada como uma comunidade militar e religiosa na época do Reino Latino de Jerusalém, provavelmente alguns anos antes de 1090. Presumindo que a data de criação da Ordem do Hospital (actual Ordem Soberana e Militar de Malta) foi 1099, a Ordem de São Lázaro será a mais velha ordem medieval militar-religiosa. Desde seu início, a ordem preocupava-se com o tratamento dos doentes com lepra, sendo muitos de seus membros eles próprios, e cavaleiros em outras ordens. A Ordem tornou-se muito rica, sendo as suas práticas duvidosas e a utilização dos seu património financeiro feita sem cuidado. Com a queda de Acre em 1291, os cavaleiros de São Lázaro fugiram da Terra Santa e do Egipto, refugiando-se em França e, em 1311, em Nápoles. No século XVI, a ordem viu a sua credibilidade e riqueza diminuírem. Com o apoio papal, o Duque de Saboia tornou-se Grão-Mestre em 1572.
A Ordem de São Maurício foi fundada em 1434 por Amadeu VIII, que se tornou o Antipapa Félix V. A ordem viu a sua influência decrescer mas, em 1572, foi restabelecida pelo Papa Pio V por iniciativa do então Duque de Saboia.
Antes da sua transferência para a Casa de Saboia, a Ordem de São Lázaro manteve uma série de hospitais para leprosos, muito difundidos entre na cidade italiana de Cápua. Embora alguns dos cavaleiros franceses estivessem relutantes em aceitar a Casa de Saboia como o Grão-Mestre no seu país, os reis franceses deixaram de conceder a Ordem durante o século XVIII. Actualmente, alguns estudiosos não reconhecem a Ordem de São Lázaro como sendo legal.
Em 1572, o Papa Gregório XIII fundiu a fundação italiana da Ordem de São Lázaro com a Ordem de São Maurício. A nova ordem foi acusada de defender a Santa Sé, bem como de continuar a ajudar os leprosos. As galés da ordem lutaram contra os turcos e os piratas. Quando a lepra se expandiu de novo, a ordem fundou, em 1773, um hospital em Aosta.
Com a unificação italiana (1860-1871), a ordem tornou-se uma condecoração italiana nacional de facto por mérito civil e militar.
A Ordem é composta por cinco graus:
- Cavaleiro de Grã-Cruz;
- Grande-Oficial;
- Comendador;
- Oficial;
- Cavaleiro.

Depois de a Itália se tornar uma república, em 1946, a ordem foi substituída pela Ordem de Mérito da República Italiana. Desde 1951 que não é reconhecida oficialmente pelo Estado italiano. A Casa de Saboia, no exílio, continua a conceder a ordem. Hoje é concedida a personalidades que se distinguiram no serviço público, ciência, arte, letras, comércio e obras de caridade. Embora o uso continuado dessas condecorações concedidas antes de 1951 seja permitida na Itália, as coroas nas fitas emitidas antes de 1946, devem ser substituído por estrelas de cinco pontas em uniformes militares.
O geralmente aceite Grão-Mestre da Ordem é a Vítor Emanuel, Príncipe de Nápoles, o actual chefe da Casa de Saboia. Algumas das políticas de Vítor Emanuel como Grão-Mestre têm gerado controvérsia. Todas as suas três irmãs pediram demissão das suas posições como damas da ordem. A princesa Maria Gabriela de Saboia, criticou seu irmão por instituir "o pagamento da taxa de adesão [e] actividades como a venda de objectos com o brasão de armas de Saboia e cartões de crédito da ordem". Em 2006, o primo de Vítor Emanuel, Amedeo de Aosta, declarou-se chefe da dinastia de Saboia e, portanto, Grão-Mestre de jure. Por isso, o Grande Magistério é hoje contestado.

## Graus
Quando foi criada, e até 1816, a Ordem tinha três graus: Cavaleiro de Grã-Cruz, Comendador e Cavaleiro de Graça e Justiça. Entre 1816 e 1857, foi acrescentado o grau de Oficial imediatamente abaixo da de Comendador; de 1857 e 1865, nova classe: Comendador de 1.ª Classe (2.º grau da Ordem).
A partir de 1865, a Ordem é composta por cinco classes para os homens, e três classes para as senhoras.

### Classes masculinas
- Cavaleiro de Grã-Cruz: usa o emblema numa faixa no ombro direito, e uma estrela no lado esquerdo do peito;
- Grande-Oficial: usa o emblema ao pescoço, e uma estrela no lado esquerdo do peito;
- Comendador: usa o emblema ao pescoço;
- Oficial: usa o emblema numa fita no lado esquerdo do peito;
- Cavaleiro: usa o emblema, sem coroa, numa fita no lado esquerdo do peito.

### Classes femininas
- Dama de Grã-Cruz: usa o emblema num arco com bordado dourado, no lado esquerdo do peito;
- Comendadora: usa o emblema num arco, no lado esquerdo do peito;
- Dama: usa o emblema, sem coroa, num arco, no lado esquerdo do peito.

Posteriormente, tornou-se necessário ter recebido a Ordem Suprema da Santissima Anunciada, antes de receber esta Ordem.

## Insígnia
- O Emblema da Ordem é dourado, e consiste numa Cruz em trevo em branco-esmalte (a Cruz de São Maurício), com uma Cruz de Malta verde-esmalte (a Cruz de São Lázaro) colocada em sautor entre os braços da cruz em trevo. O Emblema de cada classe, excepto a de Cavaleiro e de Dama, têm por cima uma coroa dourada.
- A Estrela da Ordem é em prata, com oito pontas, para a classe de Grã-Cruz, e de quatro pontas para a classe de Grande Oficial, com o emblema (excepto a coroa) no topo.
- A Cruz de colocar no peito para a classe de Comendador jus patronato é idêntica à do emblema, sem coroa.
- A Fita da Ordem, no tempo da monarquia - até 1946; a partir desta data, com a república, a coroa é substituída por uma estrela de quatro pontas -, é de cor verde-maçã, com pequenas variações consoante as classes:

| Fita (até ao fim da Monarquia - 1946) | Classe                                                                            | Em italiano                                                                                     |
| ------------------------------------- | --------------------------------------------------------------------------------- | ----------------------------------------------------------------------------------------------- |
|                                       | 1.ª Classe / Cavaleiro de Grã-Cruz                                                | Cavaliere di Gran Croce dell'Ordine dei Santi Maurizio e Lazzaro                                |
|                                       | 2.ª Classe / Comendador de 1.ª Classe (a partir de 1865: Grande-Oficial)          | Commendatore di prima classe (dal 1865 Gran'Ufficiale) dell'Ordine dei Santi Maurizio e Lazzaro |
|                                       | 3.ª Classe / Comendador                                                           | Commendatore dell'Ordine dei Santi Maurizio e Lazzaro                                           |
|                                       | 4.ª Classe / Oficial                                                              | Ufficiale dell'Ordine dei Santi Maurizio e Lazzaro                                              |
|                                       | 5.ª Classe / Cavaleiro                                                            | Cavaliere dell'Ordine dei Santi Maurizio e Lazzaro                                              |
|                                       | Medalha Mauriciana pelo Mérito Militar de dez lustres (para não-membros da Ordem) | Medaglia Mauriziana pel Merito Militare di dieci lustri                                         |

Modo de uso das condecorações da Ordem: da esquerda para a direita: Cavaleiro, Oficial, Comendador, Grande Oficial, Cavaleiro da Grã-Cruz

A antiga Medalha Maurícia para Mérito Militar de 50 anos, criada em 1839, foi uma das poucas medalhas que não foram suprimidas pela República, tornando-se a Medalha Maurícia de Mérito por 50 anos de carreira militar, em 1954.

## Lista de titulares
(incompleta)
- Abbas I do Egito
- Mark W. Clark
- Charles Combes
- Mozaffar ad-Din Shah Qajar
- Porfirio Díaz
- Haile Selassie da Etiópia
- João de Benjamim Pinto,Conde de Vialonga (Grã-Cruz)
- José Joaquim de Paiva Cabral Couceiro
- George Marshall
- J.P. Morgan
- John J. Pershing
- Giuseppe Peano
- Carlo Rainaldi
- Walther von Brauchitsch
- Filippo Artico, príncipe e bispo de Asti
- Manuel Bento Rodrigues da Silva, Patriarca de Lisboa